# Symmachia rubina
Espèce
Symmachia rubina est un insecte lépidoptère appartenant à la famille  des Riodinidae et au genre Symmachia.

## Taxonomie
Symmachia rubina a été décrit par Bates en 1866.

### Sous-espèces
- Symmachia rubina rubina
- ''Symmachia rubina separata Lathy, 1932; présent en Bolivie et au Brésil[1].

### Nom vernaculaire
Symmachia rubina se nomme Rubina Metalmark en anglais.

## Description
Symmachia rubina est un papillon orange à rouge aux ailes antérieures ornementé de marron noir rayé de blanc sur une large partie comprenant l'apex et le bord costal et laissant une plage orange rectangulaire le long du bord interne allant de toute la base au bord externe. Les ailes postérieures sont orange ou rouge avec une tache marron à l'apex et une très petite tache marron à l'angle anal.
Le revers présente la même ornementation.

### Chenille
La chenille est jaune orangé nacré nacré avec de longs poils orange.

## Biologie

### Plantes hôtes
Les plantes hôtes de sa chenille sont des Trema et Inga oerstediana au Costa Rica.

## Écologie et distribution
Symmachia rubina est présent au Mexique, au Costa Rica, en Équateur, en Colombie, en Bolivie et au  Brésil,.

### Protection
Pas de statut de protection particulier.